# 小行星9565
小行星9565（英語：9565 Tikhonov）是一颗围绕太阳公转的小行星。1987年9月18日，柳德米拉·切爾尼赫在纳昂切尼奇发现了此天体。小行星的名字来自于俄罗斯数学家安德烈·尼古拉耶维奇·吉洪诺夫。
这颗小行星的绝对星等为121.46554等。